# 银鳞紫菀
银鳞紫菀（学名：Aster argyropholis）为菊科紫菀属的植物，是中国的特有植物。分布在中国大陆的云南、四川等地，生长于海拔2,000米至2,800米的地区，多生长在草地、林下、亚高山山坡、高山以及溪岸。

## 变种
- 银鳞紫菀白雪变种（学名：Aster argyropholis var. niveus）为菊科紫菀屬下的一个变种。
- 银鳞紫菀奇形变种（学名：Aster argyropholis var. paradoxus）为菊科紫菀屬下的一个变种。